# Nürnberger Versicherungscup 2018
Nürnberger Versicherungscup 2018 byl tenisový turnaj pořádaný jako součást ženského okruhu WTA Tour, který se odehrával na otevřených antukových dvorcích v místním tenisovém klubu. Probíhal mezi 20. až 26. květnem 2018v německém Norimberku jako šestý ročník turnaje.
Turnaj s rozpočtem 250 000 dolarů patřil do kategorie WTA International Tournaments. Nejvýše nasazenou hráčkou ve dvouhře se stala světová desítka Sloane Stephensová ze Spojených států. Jako poslední přímá účastnice do dvouhry nastoupila americká  91. hráčka Alison Riskeová, která se probojovala do šestého kariérního finále.
Druhý singlový titul na okruhu WTA Tour si připsala 29letá Švédka Johanna Larssonová. Premiérovou společnou trofej ze čtyřhry si odvezl  nizozemsko-slovinský pár Demi Schuursová a Katarina Srebotniková.

## Distribuce bodů a finančních odměn

### Distribuce bodů
| Soutěž  | vítězky | finalistky | semifinalistky | čtvrtfinalistky | 16 v kole | 32 v kole | Q  | Q2 | Q1 |
| ------- | ------- | ---------- | -------------- | --------------- | --------- | --------- | -- | -- | -- |
| dvouhra | 280     | 180        | 110            | 60              | 30        | 1         | 18 | 12 | 1  |
| čtyřhra | 280     | 180        | 110            | 60              | 1         | —         | —  | —  | —  |

### Finanční odměny
| Soutěž                                | vítězky | finalistky | semifinalistky | čtvrtfinalistky | 16 v kole | 32 v kole | Q2   | Q1   |
| ------------------------------------- | ------- | ---------- | -------------- | --------------- | --------- | --------- | ---- | ---- |
| dvouhra                               | €34 677 | €17 258    | €9 274         | €4 980          | €2 742    | €1 694    | €823 | €484 |
| čtyřhra                               | €9 919  | €5 161     | €2 770         | €1 468          | €774      | —         | —    | —    |
| částky ve čtyřhře jsou uváděny na pár |         |            |                |                 |           |           |      |      |

## Ženská dvouhra

### Nasazení
| Stát                           | Hráčka                 | WTA | Nasazení |
| ------------------------------ | ---------------------- | --- | -------- |
| USA                            | Sloane Stephensová     | 10. | 1.       |
| Německo                        | Julia Görgesová        | 11. | 2.       |
| Nizozemsko                     | Kiki Bertensová        | 15. | 3.       |
| Čína                           | Čang Šuaj              | 27. | 4.       |
| Rumunsko                       | Irina-Camelia Beguová  | 41. | 5.       |
| Rumunsko                       | Sorana Cîrsteaová      | 43. | 6.       |
| Belgie                         | Alison Van Uytvancková | 49. | 7.       |
| Česko                          | Kateřina Siniaková     | 57. | 8.       |
| Žebříček WTA k 14. květnu 2018 |                        |     |          |

### Jiné formy účasti
Následující hráčky obdržely divokou kartu do hlavní soutěže:
- Katharina Hobgarská
- Andrea Petkovicová
- Sloane Stephensová

Následující hráčka nastoupila do hlavní soutěže pod žebříčkovou ochranou:
- Čeng Saj-saj

Následující hráčky postoupily z kvalifikace:
- Kristína Kučová
- Mandy Minellaová
- Nadia Podoroská
- Dejana Radanovićová
- Fanny Stollárová
- Anna Zajová

### Odhlášení
před zahájením turnaje
- Ana Bogdanová → nahradila ji  Verónica Cepedeová Roygová
- Polona Hercogová → nahradila ji  Christina McHaleová

### Skrečování
- Irina-Camelia Beguová

## Ženská čtyřhra

### Nasazení
| Stát                                                                       | Hráčka              | Stát      | Hráčka                | WTA  | Nasazení |
| -------------------------------------------------------------------------- | ------------------- | --------- | --------------------- | ---- | -------- |
| USA                                                                        | Nicole Melicharová  | Česko     | Květa Peschkeová      | 54.  | 1.       |
| Belgie                                                                     | Kirsten Flipkensová | Švédsko   | Johanna Larssonová    | 58.  | 2.       |
| Nizozemsko                                                                 | Demi Schuursová     | Slovinsko | Katarina Srebotniková | 70.  | 3.       |
| Nizozemsko                                                                 | Lesley Kerkhoveová  | Bělorusko | Lidzija Marozavová    | 118. | 4.       |
| Žebříček WTA k 14. květnu 2018; číslo je součtem umístění obou členek páru |                     |           |                       |      |          |

### Jiné formy účasti
Následující páry obdržely divokou kartu do hlavní soutěže:
- Katharina Gerlachová /  Lena Rüfferová
- Jule Niemeierová /  Lara Schmidtová

## Přehled finále

### Ženská dvouhra
- Johanna Larssonová vs.  Alison Riskeová, 7–6(7–4), 6–4

### Ženská čtyřhra
- Demi Schuursová /  Katarina Srebotniková vs.  Kirsten Flipkensová /  Johanna Larssonová, 3–6, 6–3, [10–7]